# Laura Esquivel

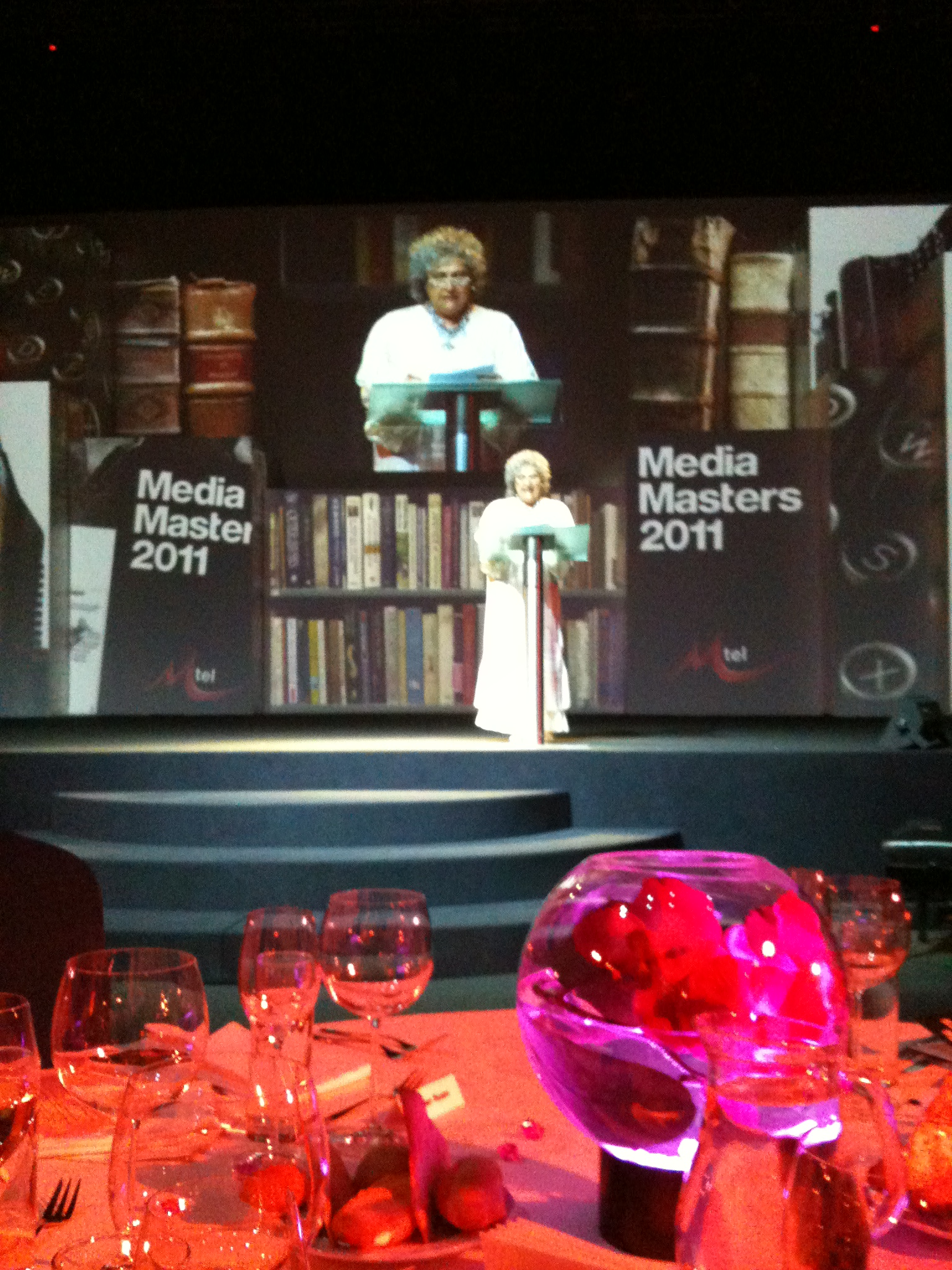
Laura Esquivel, 2011

Laura Esquivel (n. 30 septembrie, 1950) este o scriitoare mexicană.